# Peggy Benson
Peggy Benson ist ein in den 1920er Jahren spielender frankobelgischer Comic. Im Mittelpunkt der Detektivserie steht die Reporterin Peggy Benson, die für die Zeitung Chicago News arbeitet.
Es war die erste Zusammenarbeit zwischen André-Paul Duchâteau und Xavier Musquera. Die Handlung konzentrierte sich in Chicago 28 (1986) zunächst in der Heimatstadt der Redaktion. Mit Le King de Hong Kong (1986) und L’Étrangleur de Wyngates (1989) verlagerten sich die Nachforschungen der Titelheldin nach Fernost und England. Die Alben gab Armonia heraus.
Mangels Erfolg veröffentlichte Ehapa 1989 nur den ersten Band in deutscher Sprache.